# Cậu bé rừng xanh (phim 2016)
Cậu bé rừng xanh (tên gốc tiếng Anh: The Jungle Book) là một phim điện ảnh phiêu lưu kỳ ảo của Mỹ năm 2016 do Jon Favreau đạo diễn kiêm sản xuất, và Justin Marks viết kịch bản. Dựa theo tuyển tập tác phẩm Chuyện rừng xanh của nhà văn Rudyard Kipling và lấy cảm hứng từ bộ phim hoạt hình cùng tên ra mắt năm 1967 của Walt Disney, Cậu bé rừng xanh là một bộ phim hoạt hình người đóng có sử dụng công nghệ CGI do hãng Walt Disney Pictures chịu trách nhiệm sản xuất, với nội dung kể về Mowgli, một cậu bé mồ côi được các loài động vật nuôi lớn, trong cuộc hành trình tìm kiếm bản thân mình và chống khỏi sự đe dọa của cọp Shere Khan. Phim có sự tham gia của Neel Sethi trong vai Mowgli, cùng với sự góp giọng lồng tiếng của Bill Murray, Ben Kingsley, Idris Elba, Lupita Nyong'o, Scarlett Johansson, Giancarlo Esposito và Christopher Walken cho các vai diễn động vật.
Favreau, Marks và nhà sản xuất Brigham Taylor phát triển nội dung của bộ phim bằng cách cân bằng các yếu tố trong bộ phim hoạt hình chuyển thể của Disney cũng như tác phẩm gốc của nhà văn Kipling. Quá trình quay phim chính được bắt đầu vào năm 2014, và diễn ra toàn bộ ở Los Angeles. Cậu bé rừng xanh có tần suất sử dụng công nghệ CGI rất lớn để tạo ra các loài động vật cũng như bối cảnh của phim.
Cậu bé rừng xanh được công chiếu tại Bắc Mỹ vào ngày 15 tháng 4 năm 2016 dưới định dạng Disney Digital 3-D, RealD 3D, IMAX 3D, D-Box và các định dạng màn ảnh rộng đặc biệt khác. Bộ phim trở thành một thành công lớn về mặt chuyên môn lẫn thương mại khi đã thu về hơn 966 triệu USD toàn cầu, trở thành phim điện ảnh có doanh thu cao thứ 5 năm 2016 và phim điện ảnh có doanh thu cao thứ 39 mọi thời đại, và được khen ngợi về phần kỹ xảo hình ảnh, nhạc nền phim, chỉ đạo đạo diễn, sự trung thành với bộ phim hoạt hình gốc, và phần lồng tiếng, đặc biệt là của Murray, Kingsley và Elba. Phim đã giành chiến thắng ở hạng mục Hiệu ứng hình ảnh xuất sắc nhất tại Giải Oscar lần thứ 89.

## Nội dung
Cậu bé Mowgli (Neel Sethi) được nuôi lớn bởi hai con sói Ấn Độ là Raksha (Lupita Nyong'o) và Akela (Giancarlo Esposito). Khi bị cọp Shere Khan hung dữ (Idris Elba) đe dọa mạng sống của mình, Mowgli rời bỏ khu rừng. Nhờ sự hướng dẫn của báo đen Bagheera (Ben Kingsley) và gấu Baloo (Bill Murray), cậu bắt đầu hành trình tự khám phá bản thân và trở thành một con người thực thụ.Với sự chở che của những người bạn tốt bụng của rừng xanh, cậu đã vượt qua mọi thử thách gian khổ để có thể tồn tại và bảo vệ bản thân khỏi nhũng hiểm nguy luôn rình rập.Cuối cùng,với ngọn lửa của trí thông minh và của lòng can đảm,Mowgli đã tiêu diệt con hổ Shere Khan ác độc và trả thù cho những nạn nhân xấu số của nó (trong đó có người bố quá cố của cậu và chó sói Raksha).Tuy nhiên, cậu đã vô tình tạo ra một trận cháy rừng nghiêm trọng nhưng những con voi vĩ đại của rừng đã giúp dập tắt đám cháy.

## Diễn viên
- Neel Sethi vai Mowgli
  - Kendrick Reyes vai Mowgli hồi bé
- Ritesh Rajan vai Cha Mowgli

### Lồng tiếng
- Bill Murray vai Baloo
- Ben Kingsley vai Bagheera
- Idris Elba vai Shere Khan
- Lupita Nyong'o vai Raksha
- Scarlett Johansson vai Kaa
- Giancarlo Esposito vai Akela
- Christopher Walken vai Vua Louie
- Garry Shandling vai Ikki[1]
- Brighton Rose vai Grey Brother[1]
- Jon Favreau vai Fred[1]
- Sam Raimi vai sóc khổng lồ[1]
- Russell Peters vai Rocky[1]
- Madeleine Favreau vai Raquel[1]
- Sara Arrington vai linh dương.[1]